# اعتصاب فوریه ۱۹۴۱ در هلند
اعتصاب فوریه ۱۹۴۱ Februaristaking اشاره به یک واقعه تاریخی است که علیه نازی‌ها در جنگ دوم جهانی در کشور هلند روی داده‌است. اعتصابی که از کارگران فلزکار آمستردام شروع شد و پس از آن شهرهای اوترخت، هارلم، فلسن، زاندام و هیلفرسوم را هم فرا گرفت.
ازجمله اهداف اعتصاب مزبور اعتراض به تعقیب و دستگیری یهودیانی بود که از آلمان تحت اختیار نازی‌ها، گریخته و به هلند آمده بودند.
آنزمان در هلند دولت آنتون آدریان موسرت که به نازی‌ها گرایش داشت بر سر کار بود و حزب کمونیست هلند (CPN) از اول فوریه ۱۹۴۱ در صدد راه‌اندازی یک اعتصاب عمومی بود بویژه که آزار یهودیان هلند نیز از پیش ادامه داشت.

## تاریخچه
دولت متمایل به نازی‌ها در هلند؛ برای پذیرش دانشجویان یهودی در دانشگاه‌ها مانع‌تراشی می‌کرد. حتی به کافه رستوران‌ها دستور می‌داد بر در ورودی شان بنویسند «ورود یهودیان ممنوع است…»
نهم فوریه ۱۹۴۱ چند نفر از هنرمندان یهودی در کافه‌ای برنامه داشتند و هواداران دولت موسرت، به آن محل حمله کردند و بیش از بیست نفر را زخمی نمودند.
دو روز بعد(۱۱ فوریه ۱۳۴۱)؛ دوباره تعقیب و دستگیری یهودیان شدت گرفت.
در درگیری که در محل «واترولو پلین» بین هواداران دولت؛ دولت گماشته Dutch pro-Nazi movement NSB و یهودیان روی داد و شماری از کمونیست‌ها هم جانب بازداشت‌شدگان را گرفتند، یکی از مهاجمین بنام هندریک کووت زخمی شد که سه روز بعد جان باخت.
دولت هلند، مرگ وی را بیش از حد برجسته کرد و پس از آن محله یهودی‌ها محاصره شد…
در درگیری‌های بعدی تعدادی از یهودی‌ها و غیریهودی‌ها تصمیم به مقاومت گرفتند.
شش نفر را دستگیر کردند و یکی از آنها به نام «ارنست کهن» کمی بعد تیرباران شد.
نیروهای نازی آلمان خود وارد شدند و ۲۲ و ۲۳ فوریه ۱۹۴۱ در آمستردام بگیر ببند راه انداختند. گفته می‌شود شماری از آنان را بعداً به مونیخ برده و به کوره‌های آدم سوزی سپردند…

## اعتصاب
روز اعتصاب فرا رسید. ۲۵ فوریه ۱۹۴۱ ترام‌های شهر دست از کار کشیدند و شورش مردم گسترش یافت و آمستردام یکپارچه به خروش افتاد. خروش مردم شهرهای دیگر را هم فراگرفت.
آن اعتصاب اگرچه سرکوب شد و ۹ نفر هم کشته و تعدادی مجروح شدند و خیلی‌ها را هم بازداشت کردند، اما در تاریخ هلند بعنوان یک نقطه تعیین‌کننده باقی ماند و آثارش را در اعتصابات بعدی (نوامبر ۱۹۴۱ و آوریل و مه ۱۹۴۳) نشان داد.
در پیامد آن اعتصاب؛ «لیندرت اسخیف اسخوردر» یهودی عضو حزب کمونیست را دستگیر و در مقابل جوخه آتش قرار دادند. او اولین هلندی بود که توسط خود آلمانی‌ها اعدام می‌شد.
غیر از او کسان دیگری هم اعدام شدند و فردی به نام «شیاک بوزمان» زیر شکنجه جان داد.
مجسمه De Dokwerker کارگر بارانداز؛ در آمستردام، یادمان اعتصاب فوریه ۱۹۴۱ است. مجسمه مزبور کار هنرمند هلندی Mari Andriessen است و سال ۱۹۵۲ در میدان یوناس دانیل میرپلین Jonas Daniël Meijerplein؛ افتتاح شد.